# Melodija
Melodija (in russo Мелодия?) è una casa discografica russa e in passato la più grande etichetta musicale di stato dell'Unione Sovietica.

## Storia

### Fondazione
Il 23 aprile 1964, il Consiglio dei ministri dell'URSS emise un decreto in base al quale gli studi di registrazione e le fabbriche di dischi dovevano esser subordinati al Ministero della Cultura. Tale ministero fondò, tramite una risoluzione dell'11 maggio 1964, la "Compagnia discografica di tutta l'Unione Melodija" (in russo Всесоюзная фирма грампластинок «Мелодия»?, Vsesojuznaja firma gramplastinok «Melodija»).
La nuova compagnia statale riunì tutti gli studi di registrazione dell'Unione e periferici, le fabbriche di dischi, le basi per il commercio all'ingrosso, e le case discografiche e incominciò inoltre a realizzare una leadership centralizzata di imprese e organizzazioni creative e industriali poste sotto il suo controllo. Come direttore generale, venne nominato Nikolaj Ivanovič Mochov, con primo vice Boris Davidovič Vladimirskij. La sede principale era situata a Mosca sulla doroga Tverskoj 24.

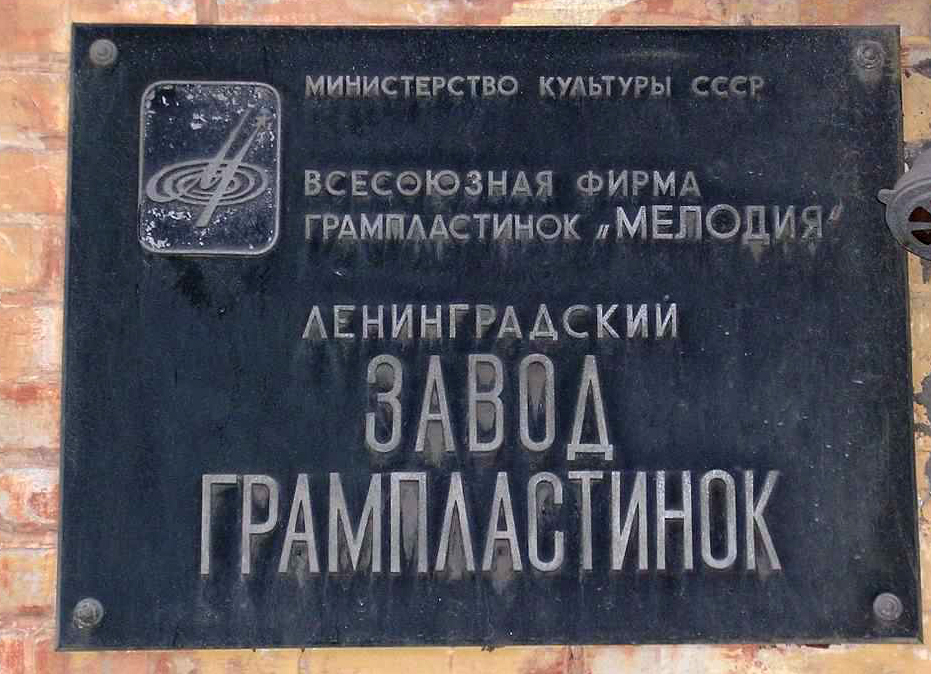
Insegna della fabbrica di dischi Melodija di Leningrado (l'odierna San Pietroburgo).

La compagnia nel corso degli anni aveva posseduto delle fabbriche a Mosca, Aprelevka, Leningrado, Riga, Tbilisi, Tashkent, Baku e Tallinn. Nella produzione dei dischi in vinile, venivano impiegati principalmente i fonogrammi dello "Studio di registrazione di tutta l'Unione" (in russo Всесоюзная студия грамзаписи?, Vsesojuznaja studija gramzapisi) e di altri della compagnia. A partire dalla fine del 1965, gli studi di registrazione sonora "Melodija" erano presenti a Mosca, Leningrado, Riga (con una filiale a Tallinn), Vilnius, Tashkent, Almaty e Tbilisi. In seguito (non dopo il 1977) gli studi di Novosibirsk e le filiali della VSG a Kiev ed Erevan furono inglobate dalla compagnia. Gli studi realizzavano solo registrazioni su un nastro magnetico che successivamente venivano inviate alla VSG per la produzione del disco in gommalacca.
Lo studio centrale di Melodija passò alla VSG, che influì sulle pubblicazioni degli album e sulla selezione del repertorio e degli artisti. La VSG realizzava in esclusiva dischi con speciali standard e (fino al 1978) registrazioni originali su dischi in nickel per le fabbriche nel paese; inoltre pubblicava cataloghi delle proprie incisioni, annotazioni e bollettini trimestrali sulle nuove uscite. Le registrazioni fatte dalla VSG e da altri studi per Melodija vinsero più volte il Gran Premio dell'Accademia di registrazione francese Charles Cros e altri premi internazionali.

Melodija ha prodotto dischi in formato EP, 78 giri (anche in gommalacca) e LP; alcuni dei formati sono stati prodotti anche flessibili e in diversi colori. Alcuni dischi furono realizzati per ordine dell'ufficio Sojuzinventar', mentre altre delle matrici furono fornite per la stampa dietro le etichette di altre organizzazioni come l'Ufficio sovietico di promozione cinematografica, la Società teatrale di tutta l'unione (VTO), la Meždunarodnaja kniga e la Inturist. I dischi destinati all'esportazione venivano pubblicate con le scritte in caratteri latini e con una copertina diversa da quella per il mercato interno.

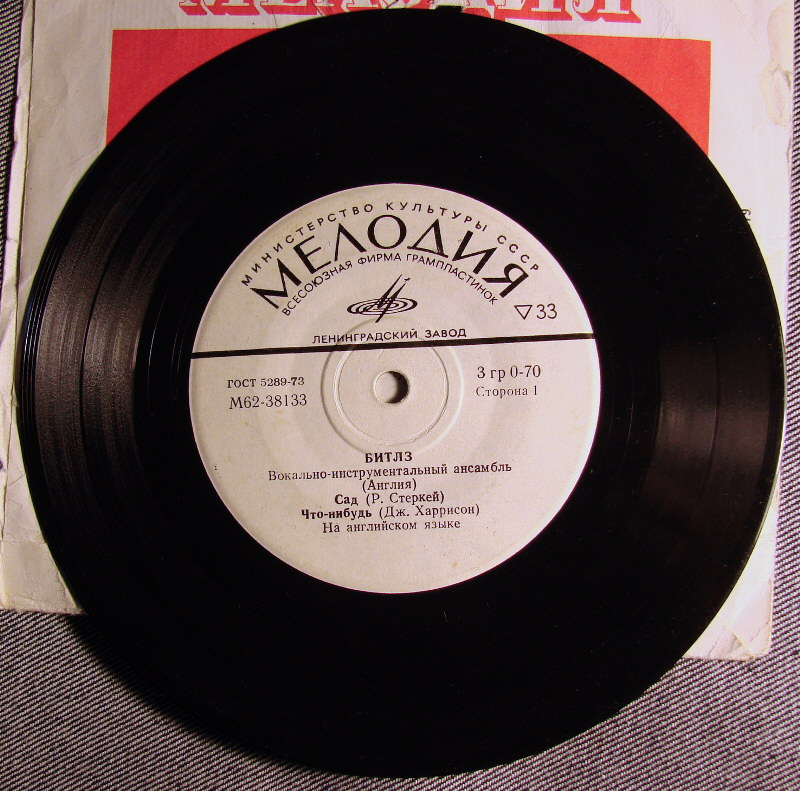
Un disco Melodija.

La Meždunarodnaja kniga divenne la rappresentante di Melodija all'estero, agevolando così la stipula dei contratti all'estero e l'esportazione degli album. Grazie alla mediazione della associazione, Melodija concluse un accordo nel 1965 con la compagnia tedesca occidentale Ariola-Eurodisc, in base al quale quest'ultima avrebbe ricevuto i diritti esclusivi di pubblicazione e distribuzione del repertorio di musica classica della casa discografica sovietica. Il successo della vendita dei dischi sovietici nella Germania Ovest divenne un fattore decisivo quando Melodija firmò un contratto in esclusiva con la statunitense Capitol nell'agosto del 1966. Il presidente della casa statunitense, Alan Livingston, affermò che la maggior parte del materiale sarebbe stata registrata in Unione Sovietica, notando che la qualità delle registrazioni sonore sovietiche non era inferiore a quella statunitense. Nel 1970, la Capitol Records decise di pubblicare 300 milioni di dischi di musica classica del repertorio Melodija tramite la società mista "Melodiya-Angel". Le aspettative delle vendite negli Stati Uniti furono soddisfatte e, in seguito alla vendita del 250 000º album, Melodija vinse un disco d'oro "Capitol". Nel 1968 fu firmato un contratto con la HMV che permise la pubblicazione dei dischi della casa sovietica anche nel Regno Unito. A partire dal 1970, le incisioni sovietiche venivano esportate in oltre 60 paesi del mondo, tra cui Francia, Paesi Bassi e Giappone; altri contatti a lungo termine furono stabiliti con i Paesi dell'Europa orientale. Dal 1973, dopo che l'Unione Sovietica aderì alla Convenzione universale sul diritto d'autore, l'azienda incominciò a sviluppare nuovi accordi di licenza.
I materiali riguardo alle nuove edizioni venivano regolarmente pubblicati su periodici come Muzykal’naja žizn’ ("Vita musicale"), Sovetskaja muzyka ("Musica sovietica") e Sovetskaja kul'tura ("Cultura sovietica"). Dal 1968 al 1982, la VSG pubblicò un catalogo completo di dischi 33 giri (sia mono sia stereo).

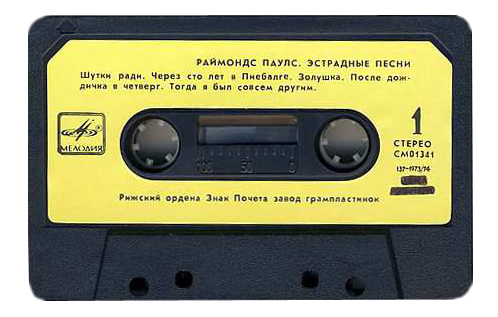
Una musicassetta Melodija.

Seguendo il mercato mondiale, il formato 78 giri venne gradualmente sostituito da quello long playing. L'ultimo 78 giri della casa sovietica fu registrato il 12 novembre 1969, anche se la pubblicazione di tali dischi continuò per diversi anni. Agli inizi degli anni settanta, Melodija dominava la produzione di musicassette nel blocco orientale. I primi nastri compatti furono realizzati nel 1971 dallo stabilimento di Tallinn e nel 1972, con il supporto delle fabbriche di Baku e Tbilisi, la circolazione totale delle cassette arrivo a 500 000 copie. Allo stesso tempo fu pianificato che nel 1973 la produzione doveva salire a 3 milioni. La circolazione totale annuale dell'azienda all'inizio degli anni settanta era di circa 200 milioni di dischi, di cui molti esportati in oltre 70 paesi.
Secondo il direttore generale di Melodija all'inizio degli anni settanta, Vasilij Ivanovič Pachomov, le pubblicazioni della compagnia furono introdotte per la prima volta nel 1972 nei Paesi dell'Africa e dell'America Latina. Nel 1974, Melodija organizzò una mostra dei risultati delle tecnologie mondiali, presentando in particolare il sintetizzatore EMS Synthi 100 successivamente acquistato e installato presso lo studio sperimentale di Mosca.

### Espansione
Il desiderio di espandere la produzione e migliorare le produzioni di Melodija fu caratterizzato dal lancio di una nuova società - la Moskovskogo opytnogo zavoda Gramzapis’, o MOZG, uno studio sperimentale entrato in servizio nel 1978. Nello stesso anno, i prodotti dell'azienda venivano esportati in 92 paesi. Dall'ottobre della 1979 venne pubblicato il catalogo trimestrale "Melodija" contenente gli elenchi dei nuovi dischi, le storie di artisti, interviste, articoli di saggistica e sezioni dedicate alle lettere dei lettori. Negli anni ottanta i dischi flessibili incominciarono a essere prodotti in quantità minori. Nel 1986 fu firmato un contratto con la Mobile Fidelity che rese quest'ultima il distributore esclusivo di Melodija nel Nord America.
A partite dal 1987, Melodija e VSG incominciarono a sostenersi tramite chozrasčët e dal 1989 Melodija cominciò a perseguire una politica indipendente riguardo all'esportazione. Nello stesso anno furono pubblicati anche i primi compact disc.

### Federazione russa
Nel 1991, Melodija era proprietaria di 21 imprese, incluse fabbriche e case discografiche, ma la circolazione dei suoi prodotti incominciava gradualmente a declinare a causa della situazione economica della neonata Federazione Russa e al calo degli ordini. Nei primi anni novanta, il direttore Valerij Vasil'evič Suchorado stipulò un accordo con l'etichetta discografica BMG. Il direttore del 2006 a capo dell'impresa unitaria statale "Firma Melodija", Andrej Trošin, ha dichiarato in un'intervista che la collezione discografica dell'azienda era di interesse per la BMG. In base al contratto, le licenze per i fonogrammi e i diritti di distribuzione furono trasferiti alla BMG per un utilizzo esclusivo che, secondo Trošin, ha portato alla distruzione dell'intera Melodija. Il contratto con la BMG è scaduto dal 2003.
Il sito web ufficiale di Melodija è stato aperto il 27 gennaio 2004 e secondo quanto pubblicato su di esso, l'azienda è specializzata principalmente nella promozione di nuove aree di attività, nonché nella rimasterizzazione in alta qualità e nella pubblicazione su CD di album d'archivio. Nel catalogo dell'azienda vi sono dischi di musica pop, classica, jazz e rock oltre a prodotti per bambini (principalmente fiabe) e audiolibri. Predominano soprattutto album e opere realizzate da artisti sovietici e russi.
Dal 2007, Melodija è stata regolarmente inclusa nella lista delle aziende pianificate per la privatizzazione. Nel 2011, l'Agenzia per la gestione delle proprietà federali nominò Andrej Borisovič Kričevskij come nuovo presidente della compagnia, il quale notò che la preparazione per la privatizzazione dell'impresa unitaria poteva durare un anno, dal momento che era necessario digitalizzare l'intera libreria che, all'epoca, era al 5%.

## I principali artisti prodotti
- Karel Ančerl - direttore d'orchestra
- Vladimir Aškenazi - pianista, direttore d'orchestra
- Aleksandr Bachčiev - pianista
- Lidia Klement - soprano
- Rudolf Baršaj - violista
- Dmitrij Baškirov - pianista
- Lazar' Berman - pianista
- Quartetto Borodin
- Aleksandr Brussilovskij - violinista
- Anahit Čičikjan - violinista
- Piero Coppola
- Džemal Dalgat - direttore d'orchestra
- Dave Rave - Dave Rave Group
- Jurij Ėlnikov - tenore
- Joyce Flissler - violinista
- Natal'ja Gerasimova - soprano
- Ėmil' Gilel's - pianista
- Anton Ginzburg - pianista
- Vladimir Jampolskij - pianista
- Kirill Kondrašin - direttore d'orchestra
- Vladimir Krajnev - pianista
- Ljudmila Legostaeva - mezzo-soprano
- Valentina Levko - mezzo-soprano
- Tamara Milaškina - soprano
- Anatolij Mokrenko - baritono
- Evgenij Mravinskij - direttore d'orchestra
- Mister Tvister - gruppo
- Tat'jana Nikolaeva - pianista
- Genrich Neuhaus - pianista
- Stanislav Neuhaus - pianista
- David Ojstrach - violinista
- Nikolaj Petrov - pianista
- Viktoria Postnikova - pianista
- Prague String Quartet
- Svjatoslav Richter - pianista
- Gennadij Roždestvenskij - direttore d'orchestra
- Anatolij Safiulin - basso
- Samuel Samosud - direttore d'orchestra
- Kurt Sanderling - direttore d'orchestra
- Vladimir Schreibman - pianista
- Daniil Šafran - violoncellista
- Dmitrij Šostakovič - compositore e pianista
- Quartetto Šostakovič - gruppo
- Věra Soukupová - mezzo-soprano
- Abram Stasevič - direttore d'orchestra
- Henryk Szeryng - violinista
- Quartetto Taneev - gruppo
- Michail Vajman - violinista
- Vladimir Viardo - pianista
- Garnet Vingrien - pianista
- Galina Višnevskaja - soprano
- Vladimir Vysockij - cantante
- Jakov Zak - pianista
- Zodiak - gruppo space disco
- Al'jans - gruppo new wave e synth pop